# Rhamphomyia omissinervis
Rhamphomyia omissinervis är en tvåvingeart som beskrevs av Becker 1900. Rhamphomyia omissinervis ingår i släktet Rhamphomyia och familjen dansflugor. Inga underarter finns listade i Catalogue of Life.